# اندرس پریتو (بازیکن فوتبال، زاده ۱۹۹۳)
اندرس پریتو (انگلیسی: Andrés Prieto؛ زادهٔ ۱۷ اکتبر ۱۹۹۳) بازیکن فوتبال اهل اسپانیا است.
از باشگاه‌هایی که در آن بازی کرده‌است می‌توان به باشگاه فوتبال رئال مادرید سی، باشگاه فوتبال اسپانیول، باشگاه فوتبال رئال مادرید کاستیا، و باشگاه فوتبال رئال مادرید اشاره کرد.